# 416 Dywizja Piechoty (III Rzesza)
416 Dywizja Piechoty (niem. 416. Infanterie-Division) – niemiecka dywizja z czasów II wojny światowej, sformowana w rejonie Brunszwiku na mocy rozkazu z 20 grudnia 1941, w 18. fali mobilizacyjnej w IX Okręgu Wojskowym.

## Struktura organizacyjna
- Struktura organizacyjna w grudniu 1941 roku:

441. i 442. pułk piechoty, 416. oddział artylerii, 416. kompania saperów, 416. kompania łączności;
- Struktura organizacyjna w marcu 1942 roku:

930. i 931. pułk strzelców krajowych, 416. oddział artylerii, 416. kompania saperów, 416. kompania łączności;
- Struktura organizacyjna czerwcu 1942 roku:

930. i 931. pułk piechoty, 416. oddział artylerii, 416. kompania saperów, 416. kompania łączności;
- Struktura organizacyjna w październiku 1942 roku:

930. i 931. pułk grenadierów, 416. oddział artylerii, 416. kompania saperów, 416. kompania łączności;
- Struktura organizacyjna w styczniu 1943 roku:

712. i 713. forteczny pułk piechoty, 416. oddział artylerii, 416. kompania saperów, 416. kompania łączności;
- Struktura organizacyjna w sierpniu 1943 roku:

712. i 713. pułk grenadierów, 416. oddział artylerii, 416. kompania saperów, 416. kompania łączności;
- Struktura organizacyjna w kwietniu 1944 roku:

712., i 713. pułk grenadierów, 714. (rosyjski) pułk grenadierów, 416. kompania saperów, 416. kompania łączności;
- Struktura organizacyjna w kwietniu 1944 roku:

712., 713. i 714. pułk grenadierów, 416. pułk artylerii, 416. batalion saperów, 416. kompania fizylierów, 416. oddział przeciwpancerny, 416. oddział łączności, 416. polowy batalion zapasowy;

## Dowódcy dywizji
- Generalleutnant Hans Brabänder 30 XII 1941 – 1 VI 1943;
- Generalleutnant Werner Hühner 1 VI 1943 – 1 VIII 1943;
- Generalleutnant Kurt Pflieger 1 VIII 1943 -
- Oberst Koboldt
- Oberst Ludwig Gümbel